# 住民を守れ!日本全国 駆除の達人
『住民を守れ!日本全国 駆除の達人』（じゅうみんをまもれ!にっぽんぜんこくくじょのたつじん）は、テレビ東京系列の『日曜ビッグバラエティ』枠で不定期に放送されているドキュメンタリー番組である。テレビ東京とKABUTOの共同製作。2008年から2017年まで毎年9月もしくは10月に放送されていた。

## 概要
全国各地の害虫駆除業者（便利屋など）・危険生物の駆除専門家などに密着し取材するドキュメンタリー番組である。第8回放送分（2015年）の番組平均視聴率が10.1%（関東地区）など高視聴率を記録している。
2017年以後、テレビ東京ではこうした害虫駆除・危険生物駆除の関連番組が多数制作されている。その主たる例が『緊急SOS!池の水ぜんぶ抜く大作戦』である（この中で、当番組で扱っていたカミツキガメ駆除なども行われている）。また同じく2017年からは、当番組に過去に出演した業者などが海外で駆除に挑む『世界を救え!サムライバスターズ〜最恐生物一斉討伐SP』が年1回放送されている（2017年12月24日、2018年7月28日、2019年12月）。2018年以降放送されていなかったが、2021年9月19日以降『危険生物バスターズ』として年1回放送されている。

## 放送日時
| 回数 | 放送日         | 日時                        | 出演者                                                                      |
| ---- | -------------- | --------------------------- | --------------------------------------------------------------------------- |
| 1    | 2008年10月26日 | 日曜 20:00 - 21:48（108分） | 矢部太郎（カラテカ）、カンニング竹山、森末慎二、杉浦太陽                    |
| 2    | 2009年9月6日   | 日曜 20:00 - 21:48（108分） | 矢部太郎（カラテカ）、中村豪（やるせなす）、Wエンジン、江戸むらさき         |
| 3    | 2010年9月12日  | 日曜 19:54 - 21:48（114分） | 矢部太郎（カラテカ）、U字工事、ハイキングウォーキング                       |
| 4    | 2011年10月16日 | 日曜 19:54 - 21:48（114分） | 矢部太郎（カラテカ）、U字工事、中村豪（やるせなす）、小島よしお、玉袋筋太郎 |
| 5    | 2012年10月14日 | 日曜 19:54 - 21:48（114分） | 矢部太郎（カラテカ）、U字工事、内藤大助                                     |
| 6    | 2013年10月20日 | 日曜 19:54 - 21:48（114分） | 平成ノブシコブシ、スギちゃん、misono、加藤歩（ザブングル）                  |
| 7    | 2014年10月19日 | 日曜 19:54 - 21:48（114分） | 矢部太郎（カラテカ）、しずる                                                |
| 8    | 2015年10月18日 | 日曜 19:54 - 21:48（114分） | トータルテンボス、ニッチェ                                                  |
| 9    | 2016年10月9日  | 日曜 19:54 - 21:48（114分） | 松村雄基、トータルテンボス                                                  |
| 10   | 2017年9月24日  | 日曜 19:54 - 21:48（114分） | サンシャイン池崎、ユージ                                                    |

## 放送内容
- 第1回

カンニング竹山が栃木県宇都宮市でスズメバチの駆除、森末慎二が岐阜県でオオスズメバチの駆除、杉浦太陽が和歌山県串本町でオニヒトデの駆除、カラテカ・矢部が東京都でネズミの駆除に密着したほか、鹿児島県奄美大島でのサメの駆除、新宿区でのスズメバチ駆除に密着した。
- 第2回

江戸むらさきがコウモリ・ヌートリアの駆除に密着したほか、キイロスズメバチ、カミツキガメ、スズメバチ、イタチザメの駆除に密着した。
- 第3回

ハイキングウォーキングが岡山県倉敷市でスクミリンゴガイの駆除、U字工事が栃木県宇都宮市でキイロスズメバチの駆除、カラテカ・矢部がクマネズミの駆除に密着したほか、愛知県豊川市でのスズメバチ駆除、沖縄県でのシロアリ駆除などに密着した。
- 第4回

『住民を守れ!世界の駆除達人』のタイトルで放送。
玉袋筋太郎が宮崎県でオオスズメバチの駆除、小島よしおが栃木県でスズメバチの駆除、U字工事が岐阜県瑞穂市でヌートリアの駆除、カラテカ・矢部がタイでヘビの駆除、やるせなす・中村豪がアメリカテキサス州ボーモントでアリゲーターの駆除に密着した。
- 第5回

U字工事が宮崎県高千穂町でスズメバチの駆除に密着したほか、アライグマ・ハクビシンの駆除、ネズミの駆除などに密着した。
- 第6回

平成ノブシコブシが栃木県宇都宮市でスズメバチの駆除に密着したほか、コウモリ・アライグマ・ムササビの駆除、宮崎県延岡市でのオオスズメバチの駆除、千葉県佐倉市のカミツキガメ駆除などに密着した。
- 第7回

しずるが栃木県宇都宮市でスズメバチの駆除に密着したほか、岐阜県大垣市等でコウモリ・アライグマ・イタチの駆除などに密着した。
- 第8回

『迷惑生物から住民を守る!日本全国・駆除の達人Ⅷ』のタイトルで放送。
ニッチェが栃木県宇都宮市でスズメバチの駆除、トータルテンボスが岐阜県等でムササビ・アライグマ・ハクビシン駆除に密着したほか、ツマアカスズメバチ、埼玉県でオオスズメバチ、兵庫県加古川市でのカラスの駆除に密着した。

## スタッフ

### 第6回（2013年10月20日放送分）
- ナレーション：高川裕也（第6回）
- 構成：藤岡俊幸、川上テッペイ
- カメラ：桧山賢一郎・高橋宗矩・岩戸雄一郎・小澤拓史（第6回）
- VE：斉藤泉・相川和博・廣瀬直樹・三宅里奈（第6回）
- 編集：高橋欣睦
- MA：渡辺和也（第6回）
- 音効：佐藤卓嗣（第6回）
- 番宣：澁谷牧代（テレビ東京）
- デスク：吉田麻紀子（テレビ東京）
- イラスト：名古屋菜月（第6回）
- 技術協力：インテック、クリア、名古屋東通、ポジティヴワン（第6回）、アンサーズ、示豊（第6回）、ふなや（第6回）
- AD：中澤亜友
- ディレクター：五十嵐優人、森谷将、鈴木恵介、魚地しげる・尾崎浩一・東海林明（第6回）
- 演出：米倉伸
- プロデューサー：澤井伸之（テレビ東京、第6回）、兜森重行
- チーフプロデューサー：加藤正敏（テレビ東京）
- 制作：テレビ東京、KABUTO

### 過去のスタッフ
- ナレーション：田子千尋（第5回）
- カメラ：大澤輝彦・西銘秀羽（第5回）
- VE：中村尚人・新垣仁康（第5回）
- MA：永田恭紀（第5回）
- 音効：ふなや（第5回）
- 技術協力：ナック・ビジュアル・アニキ（第5回）
- ディレクター：鈴木正彦（第5回）
- プロデューサー：内田久善（テレビ東京、第5回）